# لیزا آندرئاس
لیزا آندرئاس (انگلیسی: Lisa Andreas؛ زادهٔ ۲۲ دسامبر ۱۹۸۷) یک خواننده اهل انگلستان است.
او در مسابقه آواز یوروویژن ۲۰۰۴ نماینده قبرس بود.